# Kościół św. Marii Magdaleny w Krakowie (Kosocice)
Kościół św. Marii Magdaleny – zabytkowy rzymskokatolicki kościół parafialny znajdujący się w Krakowie, w dzielnicy X Swoszowice przy ul. Niebieskiej 56, w Kosocicach.

## Opis kościoła
Obecny kościół został wzniesiony w latach 1932–1934 według projektu inż. Jana Stobieckiego, który zaprojektował także ołtarz główny. Polichromie wykonano w 1938. 
Konsekracji dokonał bp Karol Wojtyła dopiero w 1961 r.. Pierwotnie był kościołem parafialnym wsi Kosocice, która w 1972 r. została przyłączona do Krakowa. W roku 2015 odbył się remont.
Cechy charakterystyczne kościoła:
- wieża z namiotowym hełmem
- ołtarz przedstawiający klęczącą Marię Magdalenę u stóp ukrzyżowanego Jezusa, wykonany przez połączenie płaskorzeźby z mozaiką
- Droga Krzyżowa umieszczona w oknach w formie witraży.

## Źródła
- Michał Rożek, Barbara Gądkowa Leksykon kościołów Krakowa, Wydawnictwo Verso, Kraków 2003, ISBN 83-919281-0-1